# История Восточного Туркестана
История Восточного Туркестана (Кашгарии, Синьцзяна — кит. 新疆) — территорий, присоединённых к Китаю в XVIII веке — чрезвычайно насыщена. Синьцзян состоит из двух весьма различных природных регионов — Таримской впадины и Джунгарской равнины. Оазисы Таримской впадины издавна были небольшими земледельческими государствами, получавшими выгоду от проходящих через них торговых путей, а в степях Джунгарии жили скотоводы-кочевники. Их взаимоотношения определили многие особенности истории Синьцзяна.

## Ранняя история
Наличие энеолитической керамики на территории региона (датированной 6 тыс. до н. э.) указывает на тесные связи региона со Средней Азией и Ближним Востоком.

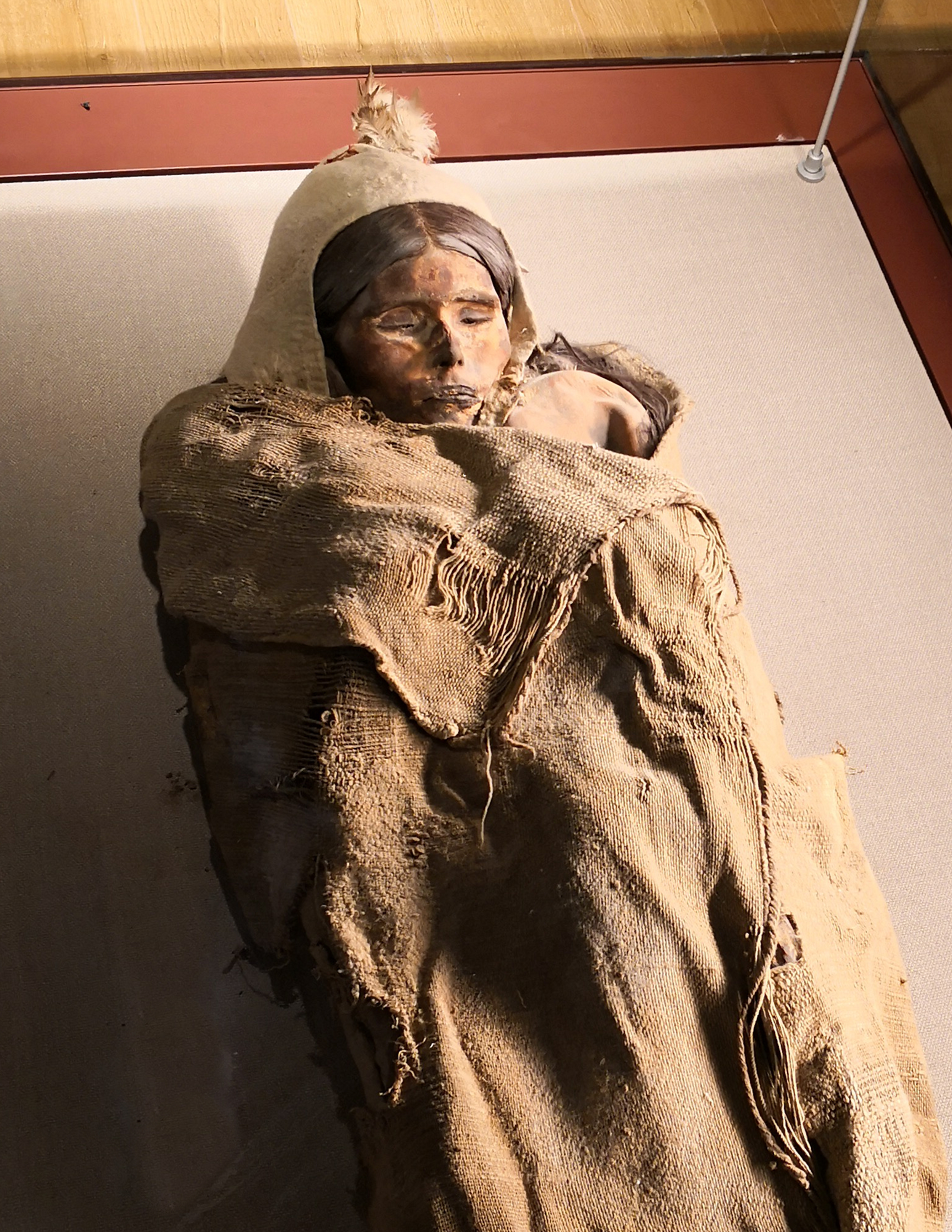
Мумия лоуланьской красавицы, одна из таримских мумий

В бронзовом веке (3 тыс. до н. э.) на территорию региона с запада проникли арийские скотоводческие племена афанасьевской культуры. Они хоронили своих предков в курганах (см. Таримские мумии, Черченский человек). Их потомки стали известны античным авторам как тохары, а китайским — как юэчжи. Они построили города Кашгар, Турфан и Хотан. К востоку от тохаров (в Ганьсу) проживали усуни.
Чемурчекская культура — мегалитическая археологическая культура раннего бронзового века (2600 год — 1700 год до н. э.), распространённая на территории Монгольского Алтая и Джунгарии
У скелетов лошадей из некрополей Шижэньцзыгоу и Сигоу (350 год до н. э.) были выявлены костные изменения в отделах позвоночника и аномалии зубов, что свидетельствует о верховой езде.

## Хуннская империя (209 до н. э. — 155 н. э.)
Во II веке до н. э. тохаров частично покорили, а частично вытеснили в Среднюю Азию пришедшие с востока армии хунну под предводительством Модэ. В I веке до н. э. в Турфанской впадине, в 30 км от современного Гаочана хуннскими правителями была основана военная колония Гаочан. Спустя несколько десятилетий натиск хуннов был отражён, а тохары оказали помощь китайцам в открытии Великого шёлкового пути. К I веку до н. э. тохары приняли буддизм
Во время хунну-китайских войн правительство китайской империи Хань создало гарнизон в Улэй, на северо-востоке Бугура, с целью защиты союзных китайцам тохарских княжеств от набегов кочевников хунну. Считается, что это была первая попытка Китая закрепиться в Центральной Азии.
Тохарские языки сохранились в оазисах Восточного Туркестана вплоть до VIII века.

## Первое вхождение в состав Китая

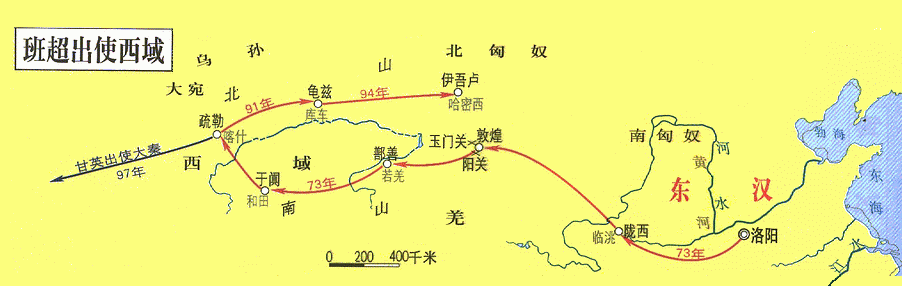
Завоевание Западного края Бань Чао

В конце I века Бань Чао завоевал территорию современного Синьцзяна и присоединил его к китайской империи Хань. В империи были созданы административные структуры для управления регионом, которые продолжали функционировать и при государствах-правопреемниках после гибели империи Хань.

## Сяньбийская империя (93—224)
В 93 году в битве при Их-Баяне коалиция ханьцев, сяньби, динлинов и чешисцев разбила хунну, после чего сяньби начали занимать хуннские земли, а часть хуннов влилась в состав сяньби. В середине II века вождь Таньшихуай объединил сяньби-монголов, а в 155 году нанёс такой удар хунну, что хуннский этнос раскололся на четыре ветви. Бывшие хуннские земли в Синьцзяне перешли под контроль сяньби. В середине III века держава сяньби распалась.

## Жужаньский каганат (330—555)

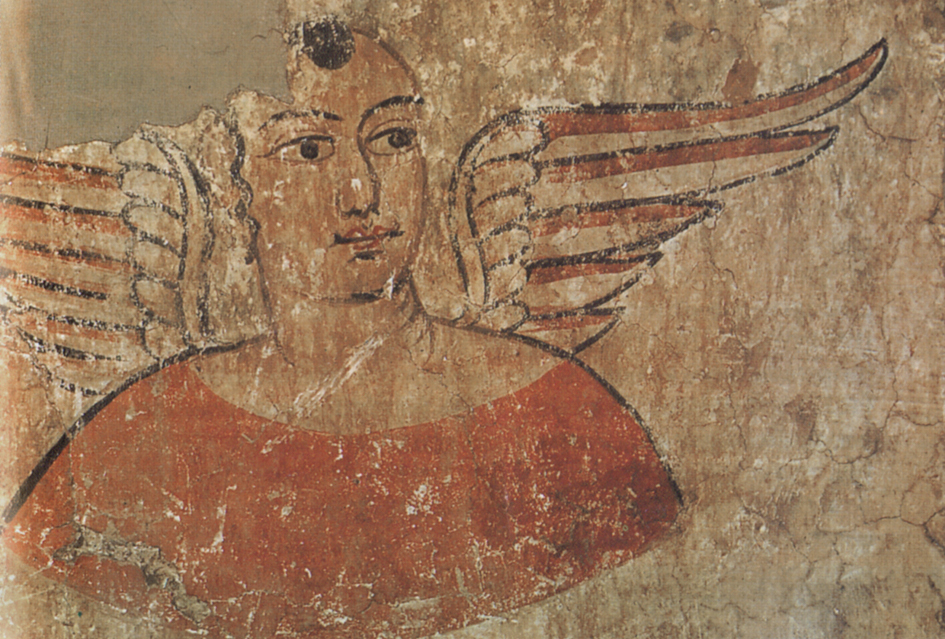
Крылатая мужская фигура с эллинистическим влиянием на фресках с подписью Тита в Лоулане, в оазисе Миран, III век н. э.

В 234 году Сяньбийская империя раздробилась на несколько частей, но Нирун-монголы (Жужаньский каганат) занимали почти всю территорию Сяньбийской империй, а сяньбиязычные Тобасцы захватили территорию до китайской реки Янцзы. Западная граница Жужаньского каганата простиралась до озера Балхаша и эфталиты стали вассалом Жужаней.

## Тюркский каганат (552—745)

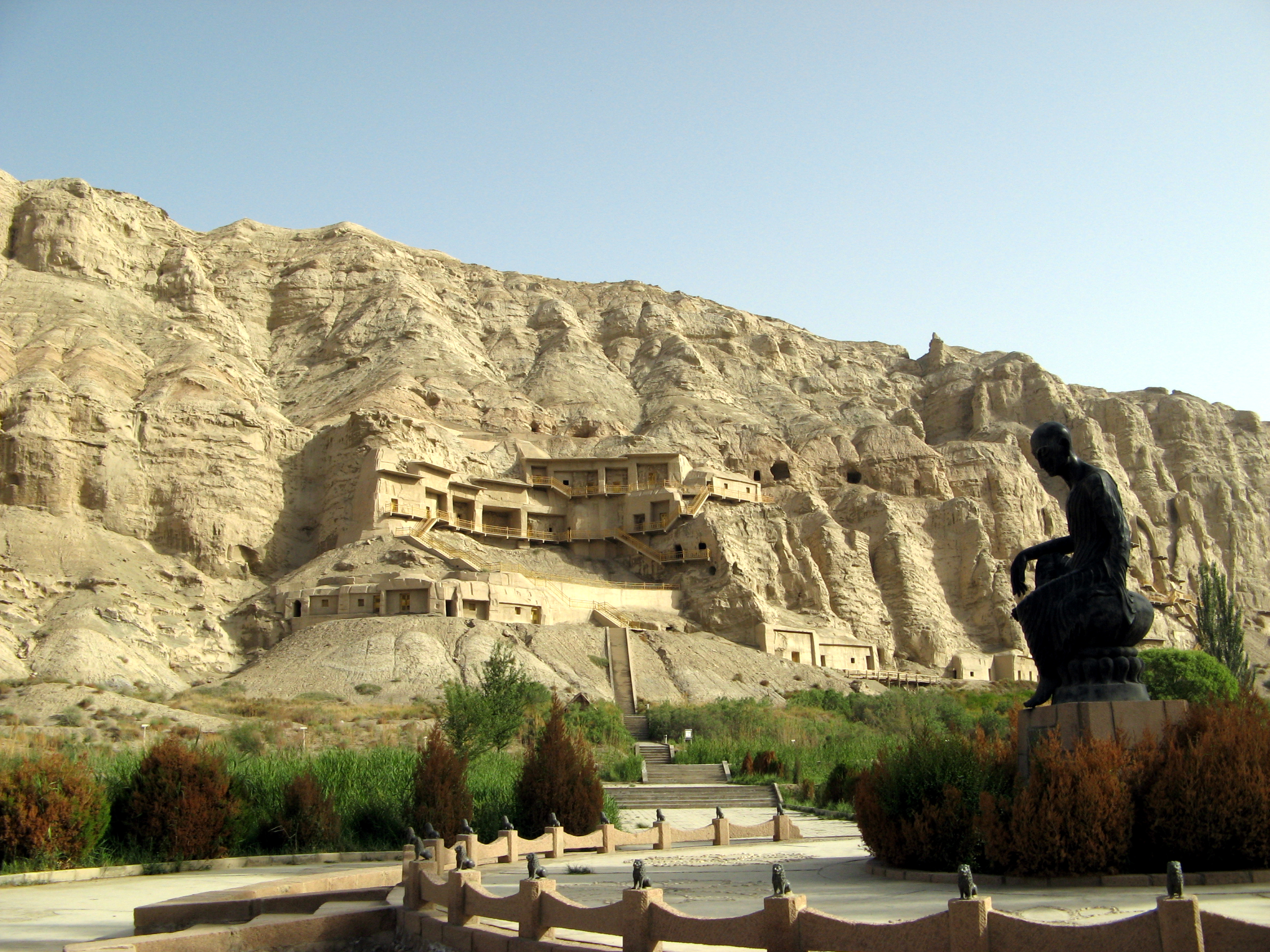
Вид на буддистские пещеры Кизил и памятник буддистскому монаху Кумарадживе

Тюркский каганат распространил свою власть на обширных территориях Великой Степи от Европы до Китая. Именно в этот период начался процесс тюркизации Синьцзяна. В 603 году Тюркский каганат распался на западную и восточную часть (Восточно-тюркский каганат), что надолго предопределило историческое имя региона — Восточный Туркестан.

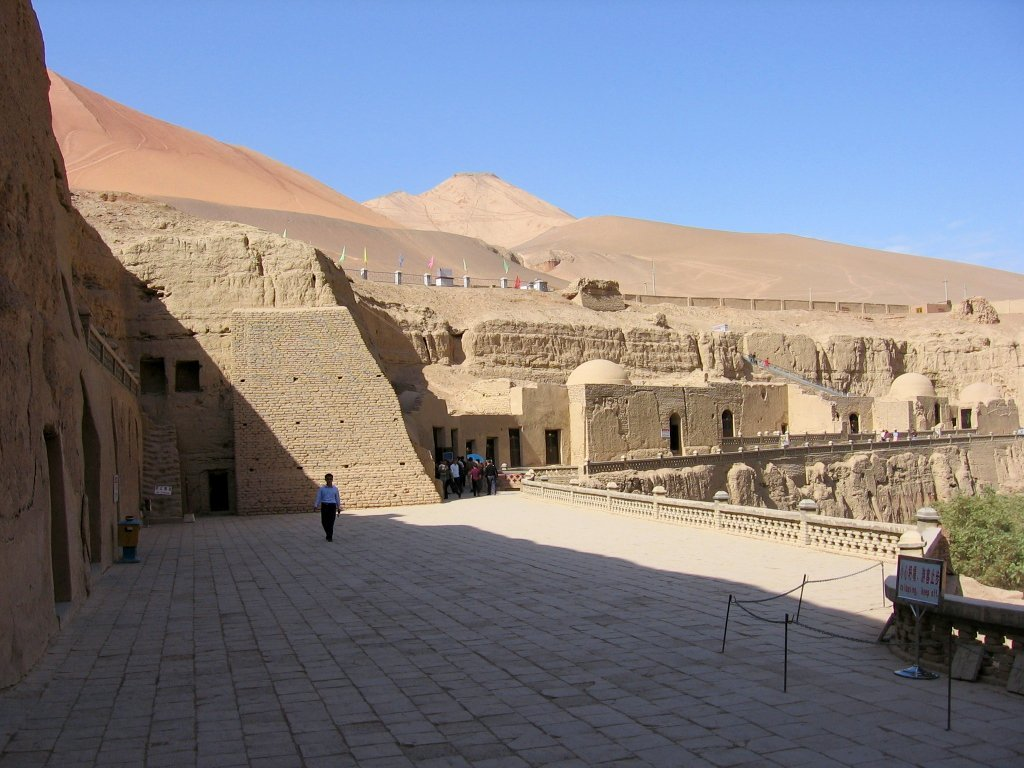
Вход в пещеру Мын Уй («Тысяча домов»), VIII—X вв., Безеклик

Однако нашествие тюркских племён не пресекало развитие местной культурной традиции. В VI веке в окрестностях Турфана начинается строительство пещерных Храмов Тысячи Будд

## В составе империи Тан

Завоевание Западного края империей Тан

В середине VII века территория Синьцзяна вошла в состав китайской империи Тан, и оставалась под её контролем вплоть до середины VIII века, когда мятеж Ань Лушаня привёл к необходимости отзыва войск из отдалённых гарнизонов в центральный Китай.

## От китайцев до монголов
В 745 году образовался Уйгурский каганат, центр которого находился на территории современной Монголии. К середине IX века он начал слабеть. В 840 году каганат подвергся нападению енисейских кыргызов и был разгромлен. Уйгуры бежали на юг, юго-запад и запад. Те, кто переместился на юго-запад, создали Уйгурское Кянсуйское (Ганьчжоуское) государство на территории современной китайской провинции Ганьсу. Те, кто переместился на запад, основали известное в истории уйгурское буддистское государство (уйгурское государство идикутов), просуществовавшее почти 500 лет. Столицами этой страны были города Кочо (Турфан) и Бешбалык. Кроме того, местные оседлые уйгуры примерно в это же время совместно с другими тюркскими народами создали обширное государство Караханидов, со столицей в Кашгаре. Таким образом, утвердившись в конце I тысячелетия в Таримском бассейне и Джунгарии один из тюркоязычных племенных союзов, уйгуры стали основным населением региона.
После того, как в начале XII века пала находившаяся на территории северного Китая киданьская империя Ляо, часть киданей ушла на запад и, разгромив караханидов, образовала на их бывшей территории государство Западное Ляо.

## Монгольский период

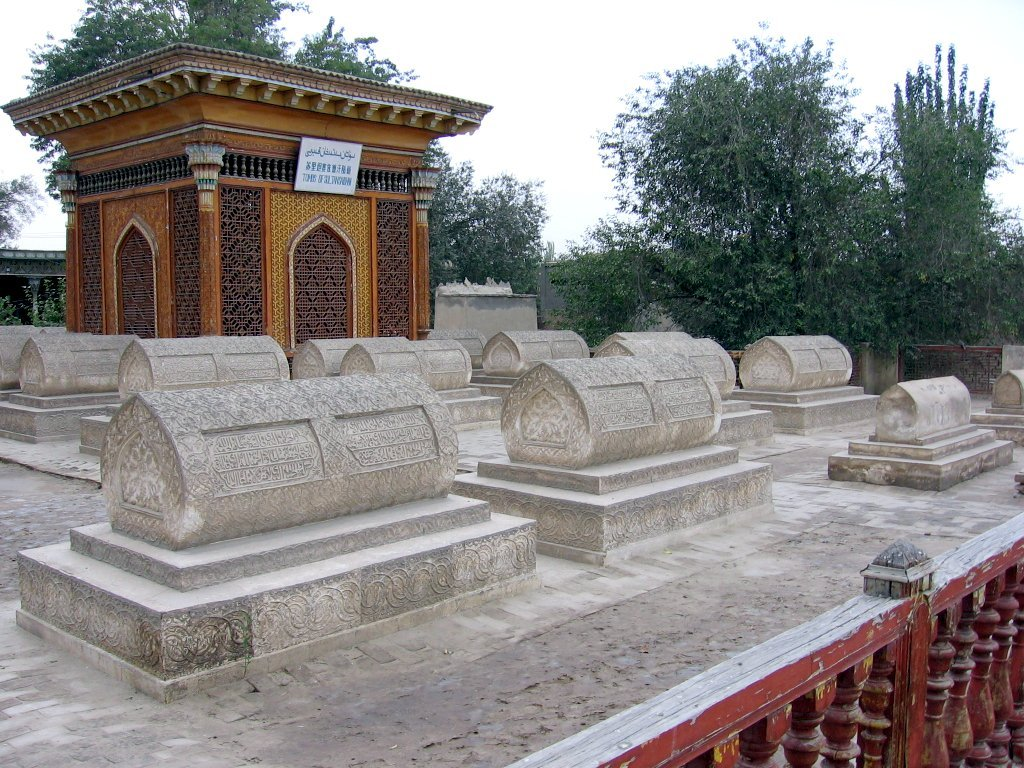
Гробницы правителей Яркендского ханства (1514—1679)

В начале XII века Хотан стал добычей Каракитайского ханства, которое в 1218 году  было завоёвано Чингисханом и вошло в состав Монгольской империи. Восточным Туркестаном Чингисхан овладел быстро и почти без сопротивления со стороны местного населения. После раздела империи между наследниками Чингисхана Восточный Туркестан практически полностью попал в улус его второго сына — Чагатая. Именно поэтому староуйгурский язык называют чагатайским. Лишь восточная часть страны — Турфан и Кумул (уйгурское государство идикутов) вошли в состав улуса Угэдэя, — третьего сына Чингиз-хана, провозглашенного Великим ханом.

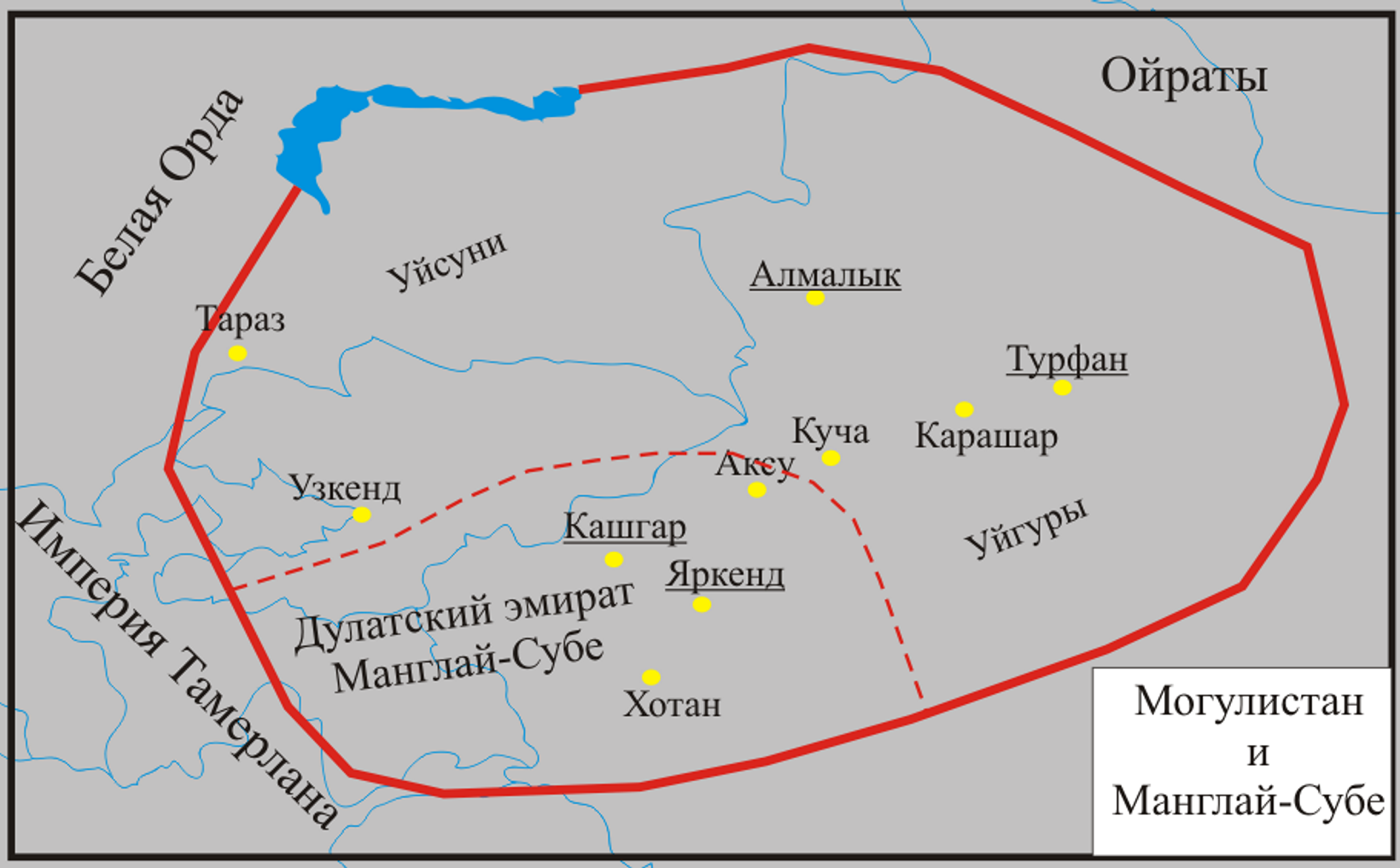
Могулистан

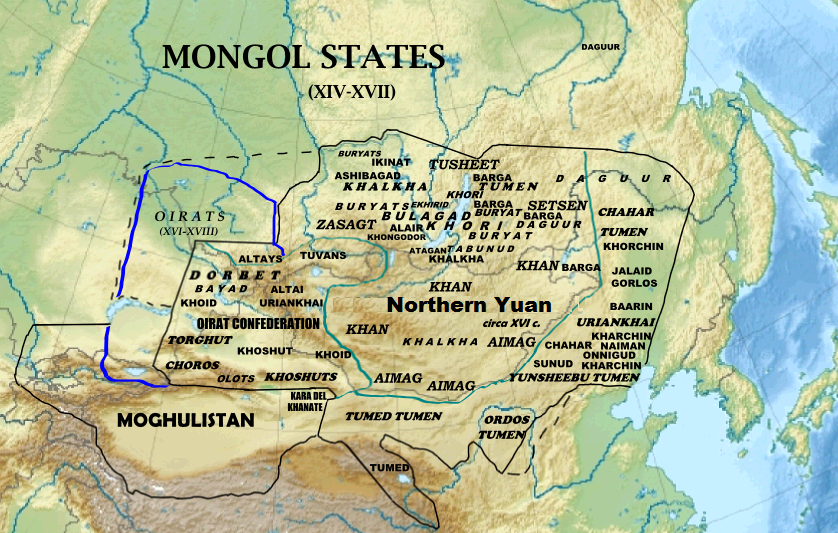
Монгольские государства в 14-17 вв. : Монгольский каганат, Ойратское ханство и Могулистан

В начале XIV века правители Чагатайского улуса улуса приняли ислам, а в середине XIV века из него выделилось Могольское государство (Моголистан), которое покрывало территорию Уйгурии. Слово «могол» является не этническим наследником слова «монгол», а, скорее, династийным его преемником. То есть основное население Моголистана было тюркоязычным, а точнее, они были уйгурами, но их правители считали себя потомками монгольских ханов. Столицей Моголистана был провозглашен город Бешбалык, уже бывший одно время столицей уйгурского государства идикутов.
В XIV веке ойраты перекочевали на юг и в 1399 году создали Ойратское ханство. Потеряв на время северную часть Синьцзяна, уйгуры тем не менее вернули себе восток страны, а именно Турфан и Кумул, которые были затем исламизированы. «Старший сын Ахмеда — Мансур, после смерти своего отца, был признан как правитель Уйгурии, в Турфане, в Карашахаре и в Куче».
В XVI веке Уйгурия приобрела новое название: Мамлакат-и Могулия (Государство Моголия). Столицей этого государства был провозглашен город Яркенд. Смертельными врагами мусульманских могулистанских ханов были буддисты ойраты.
В течение XVI века усиление монгольских племён привело к ослаблению Ойратского ханства, но в начале XVII века оно возродилось под именем Джунгарского ханства — последней кочевой империи Евразии. Особенностью Уйгурского государства в XVI—XVII веках является то, что политическая жизнь страны во многом определялась деятельностью ходжей. Две исламские секты ходжей — «белогорцев» и «черногорцев» на протяжении двух веков соперничали друг с другом за влияние в Уйгурии. В конце XVII века к власти пришел лидер белогорцев — Аппак Ходжа. Однако продолжавшиеся склоки создали благоприятную почву для того, чтобы вся территория Уйгурии оказалась под влиянием джунгаров. На севере Уйгурии существовало достаточно сильное Джунгарское ханство, на юге Уйгурии — уйгурское государство Моголия, попавшее в зависимость от джунгар. В 1670-х годах джунгары овладели не только Турфаном и Хами, но и всеми остальными городами Восточного Туркестана.

## Цинский период

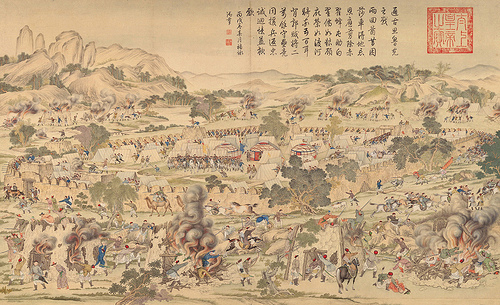
Цинский военачальник Жао Хуэй предпринимает неудачную попытку штурма Яркенда (1758)

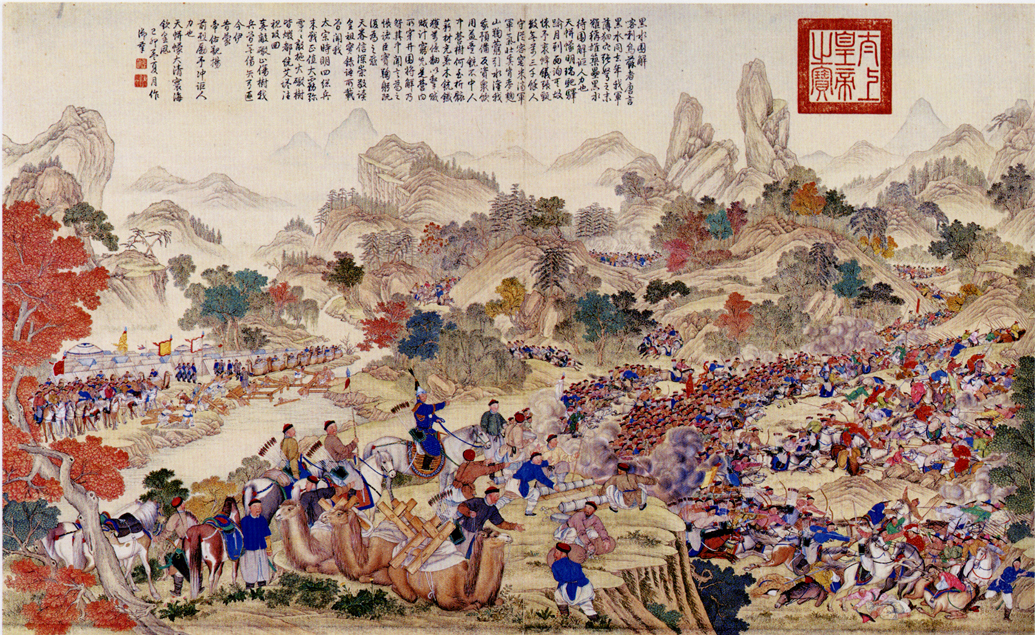
Цинская армия, осаждённая уйгурами на Хара-Усе, под командованием Жао Хуэя прорывает осаду (1759)

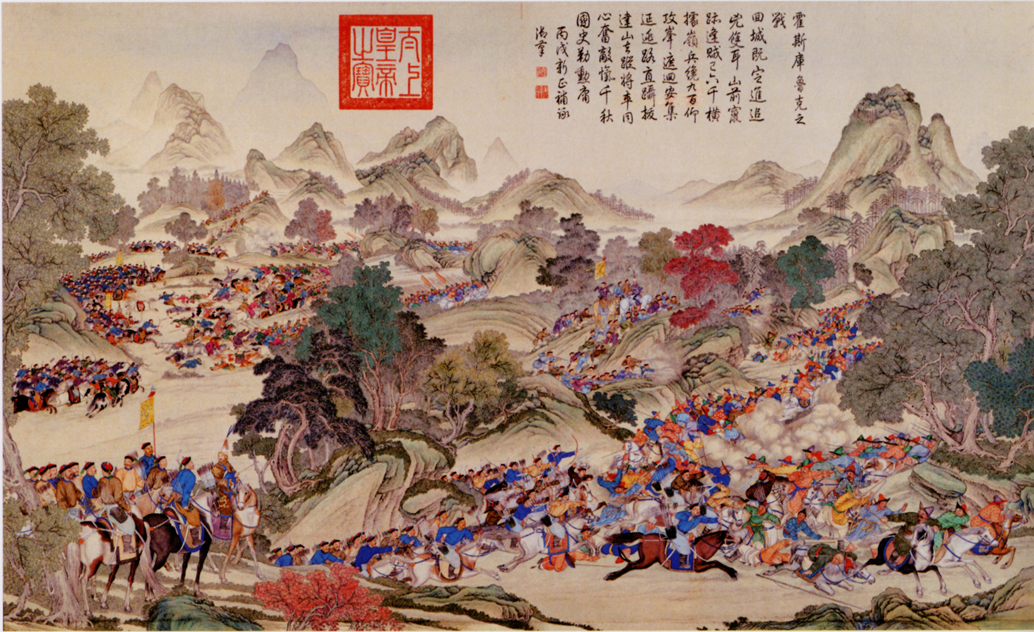
Минь Жуй наносит поражение Джихан-ходже (1759)

В XVII веке китайская империя Мин была завоёвана маньчжурами, присоединившими ее к своей Цинской империи. В конце XVII века начались войны между маньчжурами и джунгарами за гегемонию в степях Восточной Азии. В середине XVIII века Джунгарское ханство было полностью разгромлено, а его территория захвачена Цинской империей.
Что касается южной части Синьцзяна, то её судьба была предрешена по причине междоусобных конфликтов, умело используемых завоевателями. В связи с тем, что практически все ойратское (джунгарское) население было уничтожено, либо бежало, силами сопротивления на всей территории Синьцзяна руководили потомки известного уйгурского религиозного авторитета — лидера секты белогорцев — Аппак Ходжи, — братья Бурханэддин и Ходжа Джихан. Однако уже на начальном этапе борьбы им противостояли черногорцы во главе с Яхья Ходжой.
Братьям Бурханэддину и Ходжа Джихану удалось разгромить своих политических противников, но сплотить население Уйгурии перед лицом внешней опасности полностью не удалось. Братья Бурханэддин и Ходжа Джихан ещё во время начала оккупации Синьцзяна маньчжурскими войсками оказывали посильную помощь ойратам, хотя их родина и находилась в зависимости от ойратов. Однако братья понимали, что маньчжурская оккупация — явление во много раз страшнее и опаснее ойратского влияния. В 1758 году Ходжа Джихан объявляет себя правителем Уйгурии под именем Батур Хан. В целом ему удавалось контролировать ситуацию, хотя в некоторых городах ещё находились его политические противники из числа уйгуров, которые затем последующем перешли на сторону китайцев. Продвигаясь на юг Уйгурии, маньчжурские войска «…овладели городами Куча, Шаяр и Сайрам.
В Аксу и Уч-Турфане против Бурханэддина и Ходжа Джихана выступили местные беки, сдавшие эти города Чжао Хою…» К концу августа 1759 года был взят Яркенд (беки изменили Бурханэддину). Примерно тогда же пал Кашгар.
Таким образом попытка братьев Бурханэддина и Ходжа Джихана отстоять независимость Уйгурии не увенчалась успехом. Основные причины поражения заключались в отсутствии единства среди уйгурских лидеров.
В результате завоевания маньчжурскими феодалами Джунгарии и Восточного Туркестана обе области фактически превратились в колонии Цинской империи и в 1760 году были искусственно сведены в особую военно-административную единицу — имперское наместничество Синьцзян (Новая граница, или Новая территория).
Уже в год образования наместничества, то есть в 1760 году произошло крупное восстание в Кашгаре. Через пять лет жители Уч-Турфана, на юге Уйгурии, в течение нескольких месяцев вели вооруженную борьбу. Возглавлял восстание Рахматулла. Подавив эти выступления уйгурского народа, маньчжуро-китайские оккупационные власти насильственно переселили часть уйгурского населения с юга на север Уйгурии. Эта акция преследовала двойную цель. Во-первых, необходимо было несколько разрядить обстановку и поэтому такого рода переселение было в некотором смысле ссылкой для наиболее активных борцов за свободу. Во-вторых, уничтожив более миллиона ойратов, маньчжуро-китайское правительство рассчитывало посредством использования труда уйгуров содержать оккупационную армию на севере Уйгурии. Именно в то время переселенцев-уйгуров и нарекли маньчжурским словом «таранчи», что означает — землепашец.
Выступления уйгуров за независимость проходили постоянно. За период XVIII—XX веков их было около 400. Интересный момент, но борьбу за свободу возглавляли как представители секты «белогорцев», так и представители секты «черногорцев». Что касается крупных, так называемых «восстаний ходжей», то в XIX веке они вспыхивали в 1814 году во главе с Тилла-кари, в 1816 в году во главе с Зияутдином, в 1818 году во главе с Джахангир-ходжой, который в 1826—1828 годах возглавив борьбу вторично (Восстание Джангир-ходжи), сумел организовать силы сопротивления. Овладев важными стратегическими пунктами юга Уйгурии, такими как Кашгар, Яркенд, Хотан, Янгигисар, Джахангир-ходжа пытался наступать, правда безуспешно, на Аксу, Карашар, Кучар, Уч-Турфан. Потерпев поражение в решающей битве, Джахангир-ходжа был схвачен, увезен в Пекин и казнен. Как отмечают исследователи, "по свидетельству Вэй Юаня, маньчжурские карательные силы с необычной жестокостью расправлялись с уйгурскими повстанцами. Так, он пишет «Сколько убито неприятелей, не было счета, живыми схвачено 4000». Однако, значение восстания Джахангир-ходжи огромно. Как пишет Ч. Валиханов, «После джангирского восстания обнаружилась вся слабость китайцев, которые до тех пор для азиатцев казались непобедимыми. Кашгарские патриоты ожили духом и получили новую и сильную надежду к возвращению самостоятельности своего Отечества». Уже через два года, в 1830 году, брат Джахангир-ходжи — Юсуф-ходжа организовал новое движение и с территории Коканда направился в Уйгурию. Ему удалось освободить Кашгар и Янгигисар. Однако в дальнейшем Юсуф-ходжа вынужден был вернуться в Коканд. Через 17 лет, в 1847 году известный уйгурский деятель Валихан Тура сумел также освободить Кашгар и Янгигисар, но не сумел развернуть наступление.
После подписания в июле 1851 года Кульджинского договора между Россией и империей Цин, взаимоотношения этих двух стран значительно улучшились, однако это не отразилось на судьбе уйгурского народа. Продолжая испытывать гнет, уйгурские ходжи в 1855 году вновь попытались овладеть Кашгаром… В течение 1856—1857 годов также предпринимались действия в этом направлении.

### Восстание 1864 года и государство Йеттишар
Летом 1864 года восстали жители Кучара, что расположен в самом центре Уйгурии. На юге страны волнения произошли в Кашгаре, Яркенде, Хотане. Восстание перекинулось на север, где началось выступление в Илийском крае, и таким образом охватило практически весь Синьцзян. Однако распри и междоусобицы, непонимание единых целей сводили на нет успехи восставших. На начальном этапе восстания, в 1864 году лидером движения был признан правитель Кучара — «черногорец» Рашиддин. Приняв титул Хан-ходжи, он немедленно предпринял шаги к расширению базы восстания. Во многом ему это удалось. Однако в 1866 году с прибытием в Кашгар из эмиграции «белогорца» Бузрук-ходжи, междоусобицы возобновились. Одновременно в 1866 году правителем Илийского Края объявил себя Алахан, приняв титул султана. В результате Уйгурия оказалась расколота на мелкие образования.

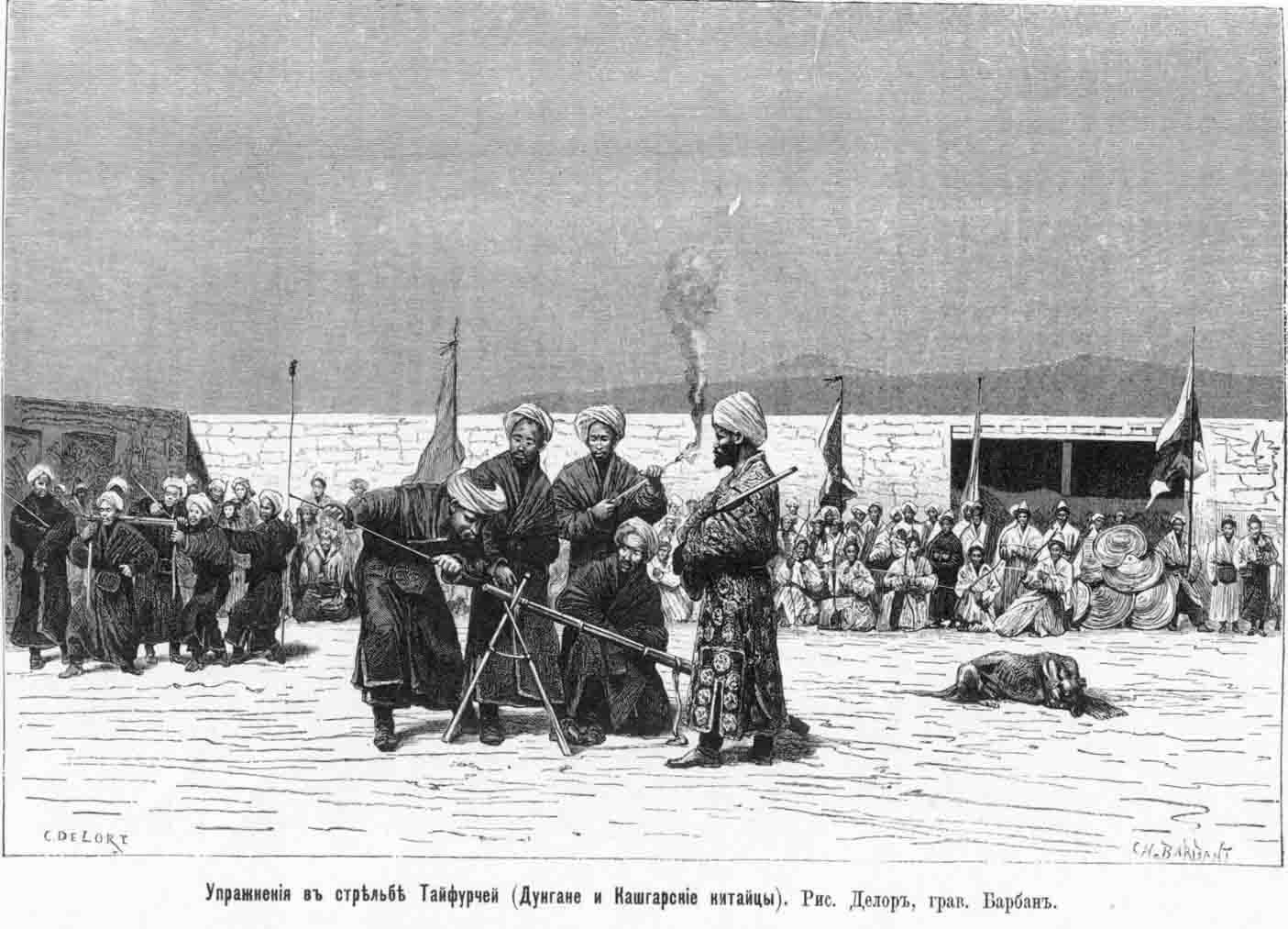
«Учения по стрельбе тайфурчей. Дунганцы и кашгарские китайцы». Французская гравюра периода правления Якуб-бека.

Было создано пять государств: Кучарское ханство, Кашгарское ханство, Хотанское исламское государство, Урумчинский султанат, Илийский султанат. Уйгурские политические деятели понимали необходимость объединения страны, но из-за личных амбиций они не могли договориться. Руководитель восстания в Кучаре — Рашиддин-ходжа (Хан-ходжа) не признавался Кашгарскими деятелями, а правитель Кашгара — Бузрук-ходжа, не пользовался авторитетом среди лидеров других частей Уйгурии. Роль объединителя нации и страны взял на себя Якуб-бек, один из военачальников из Кашгара, прибывший ранее из Коканда. Проведя мероприятия по усилению армии, он при её помощи сумел устранить несговорчивых ходжей и объединить страну. Все государственные образования на территории Уйгурии вошли в состав государства Якуб-бека. Это государство было провозглашено в 1865 году и называлось Йеттишар (государство Семи городов). На период его существования Уйгурия фактически в течение 13 лет был независимым государством. В 1870 году Якуб-бек сумел присоединить к государству Йеттишар и Урумчинский султанат.
Что касается Илийского (Таранчинского) султаната, то в 1871 году он был оккупирован войсками Российской империи. Военные столкновения уйгуров и русских начались в 1870 году. «Поводом к открытию военных действий послужила попытка казахов из рода кызай в конце 1870 года откочевать в Кульджу. Бегство волостного управителя кызаевцев прапорщика Тазабека в апреле 1871 года в Кульджу и отказ Илийского султаната выдать его в назначенный срок заставили генерала Колпаковского усилить пограничные отряды и послать особый отряд». Оккупировав Илийский Край Синьцзяна, российские войска находились там в течение десяти лет.
Между тем, государство Йеттишар безуспешно пыталось добиться признания своей независимости. Политика Якуб-бека была основана на лавировании между могущественными соседями Уйгурского государства — тремя империями: Российской, Британской и Цинской. Однако ни Россия, ни Британия не признали независимости государства Йеттишар. Империя Цин, тем временем, отвергнув даже предложение Якуб-бека на автономию, предприняла широкомасштабные военные действия. В 1877 году Якуб-бек был отравлен, а Уйгурия повторно оккупирована войсками империи Цин. Среди мирных жителей были проведены массовые аресты и казни. Командующий китайскими войсками генерал Цзо Цзунтан вошел в историю как палач уйгурского народа. По Ливадийскому договору 1879 года Илийский край возвращался Россией империи Цин, и в 1881—1883 годах российские войска были выведены из этой северо-западной части Синьцзяна. В 1884 году цинская администрация вновь переименовала Уйгурию в Синьцзян, административным центром которого стал город Урумчи.

## Синьцзян в XX веке
В ночь с 7 на 8 января 1912 года началось восстание гарнизонных частей в Кульдже. 7 мая 1912 года в Кашгаре подняли восстание члены тайного «Общества старших братьев», им удалось убить губернатора и ряд чиновников, войска перешли на их сторону. В Кульджу и Кашгар были введены российские и британские войска для охраны консульств.
После революции 1911-1912 годов в Китае уйгуры восставали в Каргалыке, Яркенде, Хотане. Серьёзные выступления произошли в Кумуле в 1912—1913 годах. Восстание возглавил Тимур Хальпа. Однако вскоре оно было ликвидировано, а Тимур Хальпа и Мухитдин (лидер восставших жителей города Турфан, которые намеревались примкнуть к кумульцам) были убиты. Новому китайскому губернатору Ян Цзэнсиню удалось подавить все восстания (в том числе и своих бывших соратников-революционеров) и поставить Синьцзян под свой контроль. Во время происходивших в Синьцзяне событий в апреле 1912 году в Кульджу для обеспечения безопасности российских торговых караванов и российских подданных был направлен российский военный отряд «в виде усиленного консульского конвоя» (две сотни казаков), в июне 1912 года российский отряд из трех сотен казаков и двух рот пехоты прибыл также в Кашгар. В 1913—1914 годах иностранные отряды были выведены из Кульджи и Кашгара.
Хотя Первая мировая война обошла Синьцзян стороной, но её последствия в регионе были очень значительными. В 1916 году в СУАР хлынул поток беженцев из российского Туркестана после подавления Среднеазиатского восстания. После поражения белого движения в Синьцзян бежали многочисленные белогвардейцы.
В межвоенный период огромное влияние на Синьцзян оказывал СССР. В немалой степени это было связано с тем, что внешняя торговля Синьцзяна была в значительной мере ориентирована на Россию. Уже в 1920 году власти Синьцзяна во главе с Ян Цзэнсинем с согласия пекинских властей пригласили в Кульджу для переговоров советскую торгово-дипломатическую миссию, в ходе которых 27 мая 1920 года было заключено двустороннее Илийское соглашение, предусматривавшее учреждение в Кульдже советского агентства для торговых вопросов, а также регламентирующее торговлю между СУАР и Советской Россией.
Это соглашение устанавливало, что двусторонняя торговля будет осуществляться через единственную дорогу, проходящую через Хоргос и отменяло право экстерриториальности русских подданных на территории Илийского округа.. В начале 1920-х годов советским властям, введя с согласия синьцзянских властей войска на китайскую территорию, удалось фактически ликвидировать белогвардейский очаг в Синьцзяне. Лидеры белых в регионе (А. И. Дутов, Б. В. Анненков и Н. А. Денисов) погибли. Значительная часть солдат белых армий по амнистии вернулась в Советскую Россию. Между Синьцзяном и СССР установилась очень значительная караванная торговля. В 1920-е годы из Синьцзяна в СССР поставлялись кожи, шерсть, пушнина, шелк-сырец, хлопок, чай, табак, лошади, скот, сухофрукты, а вывозились в Синьцзян из СССР сахар, спички, нефтепродукты, хлопчатобумажные ткани, нитки, железные и чугунные изделия, посуда и т. п.. Уже в 1926 году двусторонний товарооборот достиг уровня 1913 года, а в 1929 году превысил его на 63,2 %.
В 1930-е годы Синьцзян фактически перешёл на дотации из СССР. В августе 1933 года на заседании Политбюро ЦК ВКП(б) было принято постановлении о мерах по развитию экономики Синьцзяна. Синьцзян получил заем в 5 млн золотых рублей под 4 % годовых с погашением его поставками товаров — золота, олова, пушнины, шерсти и др.. 17 июля 1935 года был заключен в Урумчи советско-синьцзянский договор, согласно которому в регион из СССР были поставлены транспортные средства. Другой договор (от 16 июля 1935 года) предусматривал выделение финансирования дорожного строительства на сумму в 2 400 316 золотых рублей. Только за 1935 год в Синьцзяне советскими специалистами был построен ряд дорог: Урумчи — Хорос, Урумчи-Зайсан, Урумчи — Бахты, Урумчи — Хами. Советская помощь Синьцзяну в 1930-е годы оказывалась комплексно. По соглашению 1935 года в регион поступили необходимые для восстановления сельского хозяйства машины, инвентарь, семена, племенной скот. Были оборудованы также лаборатории, зоотехнические пункты, командированы советские специалисты. В 1930-е годы советские специалисты выстроили в разных городах региона целый ряд промышленных объектов. По мнению историка В. Г. Шматова, СССР в середине 1930-х годов по сути полностью монополизировал внешнюю торговлю Синьцзяна. Быстро рос советско-синьцзянский товарооборот. В 1929 году он составил 13,8 млн руб., в 1936 году — уже 26,3 млн руб. Даже курс местной валюты поддерживался Советским Союзом. Местные китайские власти неоднократно ставили вопрос о присоединении Синьцзяна к СССР.
Влияние СССР в регионе особенно усилилось после того, как Советский Союз помог подавить уйгурское восстание начала 1930-х годов. Крупное восстание уйгуров началось в 1931 году. Оно также началось на востоке Уйгурии — в г. Кумул. Руководителями восстания были Ходжа Нияз Хажи и Юлбарс Хан. Это выступление кумульских уйгуров цепной реакцией перекинулось на другие районы Уйгурии. В Турфане движение возглавили купец Максудахун Мухитов (видный уйгурский национальный деятель) и два его брата. К уйгурам присоединились на севере Алтайского округа казахи во главе с Шариф-ханом, на юге карашарские монголы с молодым князем Махаваном, а также дунгане (хуэйцзу) и киргизы. Восстание стремительно набирало темп и развивалось достаточно успешно. Объединенные общей ненавистью к правящему режиму, некитайские народы Уйгурии поддерживали друг друга и выступали достаточно сплоченно. К весне 1933 г. уйгурские повстанцы, составлявшие главную и ведущую силу национального движения, а также повстанцы других национальностей (казахи, монголы, дунгане, киргизы) контролировали уже около 90 % территории.
В апреле 1933 года в результате военного переворота к власти в Синьцзяне пришел полковник Шэн Шицай, который произвел себя в генералы (позднее он стал генерал-полковником) и провозгласил себя губернатором. Пытаясь сбить накал национально-освободительного движения народов Уйгурии, он обнародовал программу, суть которой заключалась в обещании ряда политических и экономических свобод.
Летом 1933 года лидер уйгур Ходжа Нияз Хажи и Шэн Шицай достигли соглашения о фактическом принятии этой программы. При этом огромная роль принадлежала Советскому Союзу, который оказал открытое давление на уйгурских лидеров. Тем не менее, нашлись и те кто сумел противостоять такому завершению восстания. В частности, с заранее предложенным сценарием не согласились лидеры юга Уйгурии, а именно Хотана и Кашгара.

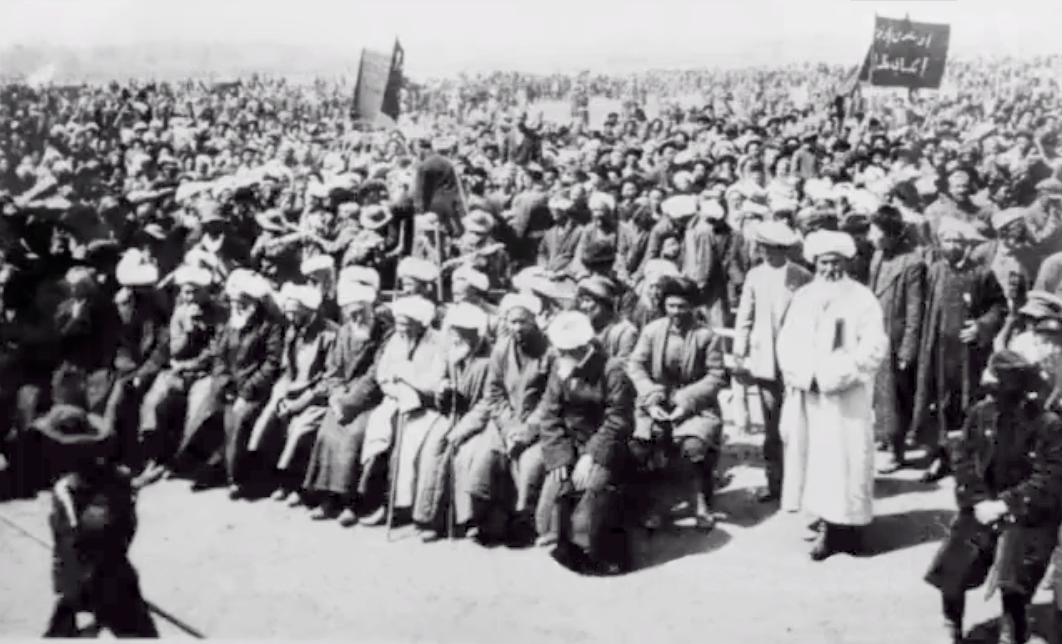
Создание Исламской республики Восточный Туркестан 12 ноября 1933 года в Кашгаре

Сабит Дамулла и Мухаммад Имин Бугра летом 1933 года объявили о создании независимой Восточно-Туркестанской Исламской республики (первоначально предполагалось назвать государство Исламская Республика Уйгурия, однако принимая в расчет национальные группы казахов, киргизов, узбеков и татар, проживающих в Уйгурии, решили изменить название государства). 12 ноября 1933 года в городе Кашгаре были официально обнародованы Программа, Декларация, Конституция республики. Президентом страны заочно объявлялся Ходжа Нияз Хажи, а премьер-министром — Сабит Дамулла (этот шаг был призван продемонстрировать единство всех уйгурских лидеров, а значит и единство территории Уйгурии). Была созвана Национальная ассамблея, принята Конституция, появились государственный символ — флаг (белые полумесяц со звездой на светло-синем фоне) и национальная валюта.
В октябре 1933 года Шэн Шицай совершил визит в Москву для урегулирования экономических и военных вопросов. Во время повторного визита в декабре 1934 года его сопровождал советский генеральный консул Г. А. Апресов. В январе 1934 года Шэн Шицай контактировал с Апресовым и добился прямой советской военной поддержки. На помощь Шэн Шицаю из Советского Союза, не желающего как усиления Японии, так и создания у себя под боком мусульманского государства, была переброшена так называемая Алтайская добровольческая армия, сформированная из красноармейцев (военнослужащие 13-го Алма-Атинского полка ОГПУ, обмундированные в белогвардейскую форму, а также 10-го Ташкентского полка ОГПУ). По поручению синьцзянского губернатора белогвардейский полковник барон Павел Папенгут сформировал один кавалерийский и два пехотных полка, ставшими самыми боеспособными подразделениями армии Шэн Шицая. Случилось невероятное — вчерашние враги воевали в одном строю. Агенты ОГПУ свободно действовали на территории Восточного Туркестана. Позднее Синьцзян станет «курировать» заместитель наркома НКИД генерал госбезопасности Владимир Деканозов. Алтайская добровольческая армия имела свою артиллерию и авиацию, а также пулеметы.
Тем временем дунгане под руководством Ма Чжуина занял Кашгар, в течение одного дня его люди вырезали около 2 тысяч местных жителей, чуть позже расстреляли полторы тысячи пленных китайских солдат. При попытке захвата Урумчи бомбардировка советской авиации привела к тому, что войска Ма Чжуина были рассеяны. Его мятеж был окончательно подавлен в 1935 году.
Восточно-Туркестанская республика была упразднена. Премьер-министр Сабит Дамулла и некоторые министры были арестованы, препровождены в Урумчи, где и были убиты. Некоторые лидеры, такие как Мухаммад Имин Бугра и Махмут Мухити эмигрировали в Индию. Позднее Кашгар был захвачен отрядами Ходжи Нияза, но речь о реставрации исламской республики уже не шла. Алтайская добровольческая армия вернулась в Союз, правда часть осталась в качестве инструкторов. Ходжа Нияз был назначен заместителем губернатора. Позднее его тоже репрессировали.
В 1937 году началось новое уйгурское восстание. Освободив Кашгар восставшие двинулись в сторону Урумчи. Решающее сражение произошло в районе городов Корла, Карашар. Объединенные китайско-советские войска разбили восставших. После подавления восстания советский контингент войск НКВД остался в регионе со штабом в Кумуле. Затем последовали широкомасштабные репрессии по всей Уйгурии. Однако местное население не прекращало борьбу. Особенно упорное сопротивление оказывали уйгуры, казахи, и монголы в Илийском Крае. Совместными усилиями советских воинских частей (Нарынская и Ошская войсковые группы) и подразделений Шэн Шицая мятеж уйгуров и дунган был подавлен. Комбриг Николай Норейко докладывал: «К 5 декабря из 36-й дунганской дивизии убито и взято в плен 5 612 человек, ликвидировано из числа взятых в плен 1 887. Захвачено 20 орудий, 1 миномет, более 7 тысяч винтовок. Из 6-й уйгурской дивизии убито и взято в плен около 8 тыс. человек, из числа пленных ликвидировано 607 человек». Позднее численность «ликвидированных» возросла. В дополнение, вскоре после подавления восстания, СССР получил от Шэн Шицая концессию на разработку месторождений нефти, олова и вольфрама в регионе, а также торговое соглашение на чрезвычайно выгодных для СССР условиях, в Синьцзян прибыли так же советские геологи, а в 1940 году этот договор был расширен и продлён на 50 лет.
Синьцзян подчинялся китайскому правительству Чан Кайши только номинально, имел собственную валюту, и что примечательно, её стабильность обеспечивалась Госбанком СССР. Что касается белогвардейцев, то частью они погибли в боях, частью — были завербованы советской разведкой или перешли на службу Шэн Шицаю. Позднее русская дивизия, сформированная из них, вопреки рекомендациям СССР была расформирована, Паппенгут был обвинен в заговоре и расстрелян. Вместе с ним было казнено более 40 белых офицеров. Шэн Шицай будучи с визитом в Москве, попросил у него дозволения вступить в ВКП(б). В 1938 году заместителем начальника Разведуправления РККА ему был вручен партийный билет № 1859118.
Преданность Шэн Шицая высоко оценивалась Москвой. Его просьбы о поставках оружия, боеприпасов, продовольствия удовлетворялись полностью. Истинной причиной советской поддержки Шэн Шицая были стратегические интересы. К этому времени в Синьцзяне были обнаружены большие запасы урана, вольфрама, сурьмы, олова, никеля, тантала.
Начавшаяся в 1937 году японо-китайская война превратила Синьцзян в территорию, по которой осуществлялась основная часть транзита военных грузов в Китай. Это обстоятельство усилило советское присутствие в регионе. Через Синьцзян под руководством советских специалистов была построена дорога Сары-Озек — Урумчи — Ланьчжоу. Для ее снабжения горючим в 1938 году было заключено соглашение между властями СССР, Китая и провинции Синьцзян о строительстве в Тушанцзы нефтеперегонного завода, который начал работу в 1939 году (после того, как советские геологи убедились в наличии в этом районе нефти). Завод проработал до 1942 года, после чего был демонтирован, а его оборудование вывезено в СССР. Весной 1939 года была создана советско-китайская авиакомпания «Хамиата» (Китайско-советское смешанное Синьцзянское Авиационное Акционерное общество с ограниченной ответственностью), которая обслуживала рейсы Алма-Ата — Ланьчжоу и другие. Для ее работы в 1941 году в Синьцзяне советскими специалистами была создана метеорологическая служба. По просьбе китайского посла в Синьцзяне был построен авиасборочный завод. Это предприятие располагалось в 40 км от Урумчи и должно было собирать из советских деталей самолеты И-16 (до 300 единиц в год, в 1941 году эта модель была снята с производства). Предприятие было смешанным, а его частичная эксплуатация началась 1 октября 1940 года. Для охраны завода использовался батальон НКВД.
С началом Второй мировой войны, ориентация губернатора, китайского генерала Шэн Шицая поменялась. Переметнувшись на сторону китайских националистов — сторонников партии Гоминьдан, он тем самым вызвал недовольство СССР. В связи с этим Советский Союз начал поддерживать национально-освободительное движение народов Уйгурии.
В 1941 году восстание подняли казахи. Побудительной причиной стало недовольство казахов тем, что правительство Шэн Шицая передавало пастбища и места водопоя оседлым крестьянам — дунганам и китайцам. Против восставших были брошены артиллерия, танки и авиация. После измены верхушки восстание возглавили Оспан Ислам-улы, он руководил одним из крупных отрядов повстанцев, и Калибек Рахимбек-улы.
Шэн Шицай пытался исправить свой промах, написав покаянное письмо Сталину, в котором предложил принять Синьцзян в качестве 18-й республики в состав СССР (17-й неофициально считалась Монголия), но получил отказ. Шэн Шицая сменил его брат — выпускник Академии РККА Шэн Шиин. В 1942 году он погиб при загадочных обстоятельствах. Согласно официальной версии его зарезала русская жена, которую вскоре обнаружат задушенной.

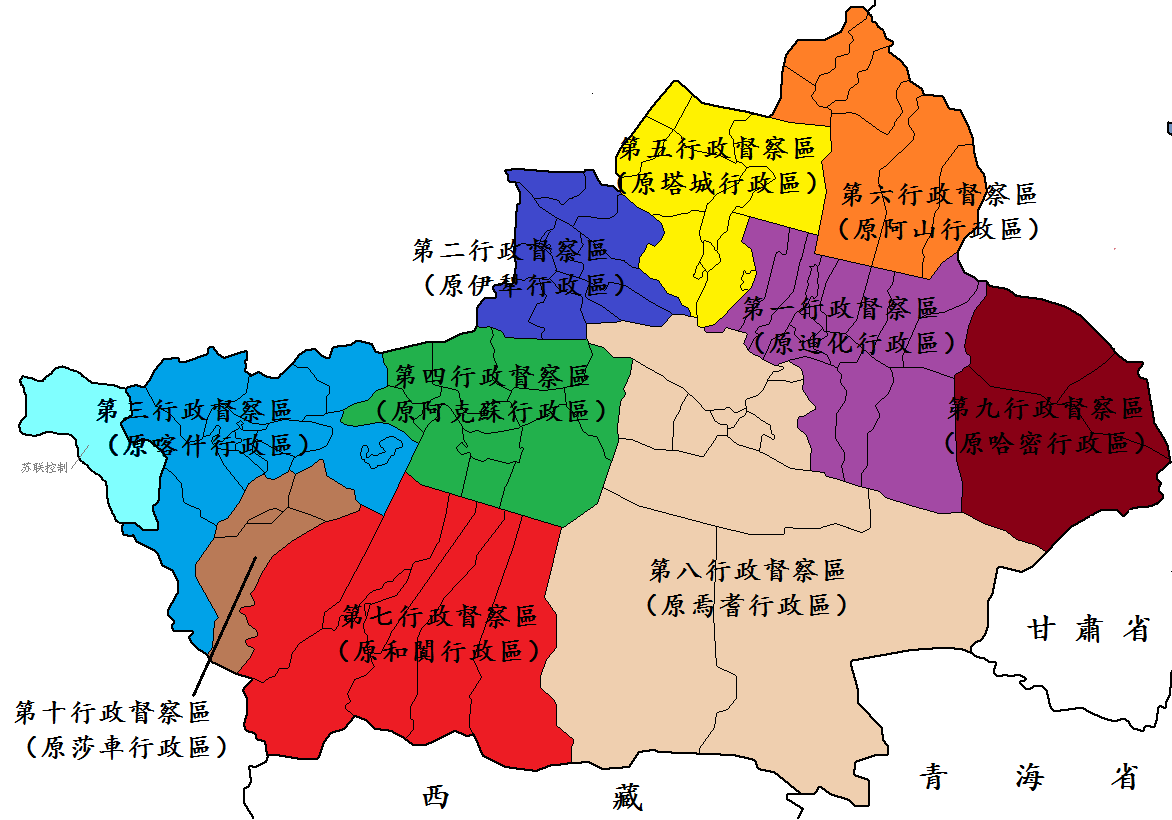
Административное деление провинции Синьцзян в 32-м году Китайской Республики (1943 год)

1942 год стал временем сворачивания советско-синьцзянского сотрудничества. В этом году руководство Синьцзяна ввело государственную монополию на внешнюю торговлю, что привело к закрытию советской конторы «Совсиньторг». 5 октября 1942 года Шен Шицай направил советскому правительству официальную ноту, в которой потребовал отозвать из Синьцзяна в течение 3-х месяцев всех советских преподавателей, советников, медработников, технических специалистов и вывести с территории провинции, дислоцированные там части Красной Армии. Ещё ранее, в 1941 году, начали сворачивать деятельность авиазавода в районе Урумчи. Так, собранные там самолёты в 1941 году перегнали в Алма-Ату. В 1942—1943 годах предприятие было демонтировано, а оборудование вывезено в СССР. После ухода значительной части советских специалистов в регионе активизировались США, которые в 1943 году открыли в Урумчи своё консульство.
Тем временем восстание Оспан Ислама-улы поддержали казахи, населявшие Алтай, Тарбагатай и Илийский округ. Советский консул писал Деканозову: «Возглавляемая Оспаном казахская группа при благоприятных условиях может сыграть решающую роль в деле подготовки нового казахского восстания на Алтае». Позже Сталин назвал Оспана-батыра «социальным бандитом», впрочем, в виду смены приоритетов центральной китайской власти в Синьцзяне именно на казахов и уйгур Москва сделала временную ставку. Оружием повстанцев Оспана Ислама-улы снабжали монголы — доставку одной из партий обеспечивал сын Сухэ-батора Дамдин. Весной 1944 года Оспан-батыр увел в Монголию несколько тысяч своих соплеменников, отказавшихся подчиниться требованиям властей, переселиться в южную часть Синьцзяна, причём отход прикрывала с воздуха монгольская и советская авиация.
Лето 1943 года отмечается всплеском антисоветских настроений в Синьцзяне. Началась передислокация верных Гоминьдану воинских частей. К окончанию Отечественной войны их численность в Синьцзяне составила 100 тысяч человек, в основном ханьцев и дунган.
В 1943 году при содействии советской разведки была создана организация свободы Восточного Туркестана «Азат Ташкилаты». 8 ноября 1944 года подпольный Военно-Революционный комитет, заседавший в городе Кульдже, объявил о начале вооруженного восстания. Приказом Берии в декабре 1944 года был образован Отдел специальных заданий НКВД СССР. Главными задачами перед ним ставилось руководство и оказание помощи национально-освободительному движению мусульман Синьцзяна. Тогда же из числа местных жителей была сформирована группа людей прошедших спецподготовку в районе Медеу. Затем она была заброшена в Синьцзян, где приступила к созданию партизанских отрядов. Командиром одного из них был уроженец Джаркента татарин Фатых Муслимов, позднее он занял ответственный пост в военном ведомстве Восточно-Туркестанской республики.
За несколько дней все стратегически важные пункты Илийского Края были освобождены от гоминьдановцев. Китайские гарнизоны были уничтожены. Вышедшие на помощь из Урумчи китайские войска были рассеяны. В тесном содружестве действовали представители всех некитайских национальностей. 12 ноября 1944 года в городе Кульдже торжественно была провозглашена Восточно-Туркестанская Республика (ВТР). Территориально она охватывала три из десяти округов Синьцзяна — Илийский, Тарбагатайский, Алтайский. Президентом республики был провозглашен маршал Алихан Тура, узбек по национальности. Его первым заместителем стал уйгурский князь Хакимбек Ходжа, заместителем — представитель знатного казахского рода — Абулхаир Торе.
В апреле 1945 года была сформирована Национальная армия Восточного Туркестана, её командующим стал советский генерал-майор Иван Полинов. Его курировал «Иван Иванович» — генерал-майор НКВД Владимир Егнаров. Начальником штаба — генерал Варсонофий Можаров (раньше служил в армии Дутова), заместителем командующего армией был назначен уйгур Зунун Таипов. Командирами дивизий — казах Далелхан Сугурбаев (выходец из Монголии), русский Пётр Александров и киргиз Исхакбек Монуев (в некоторых документах он фигурирует как Муниев). Оспан Ислам-улы был назначен губернатором Алтайского округа, но между ним и правительством сразу же начались трения, и он отказался выполнять его приказы.

### Вхождение Синьцзяна в состав КНР
Хотя провозглашённая республика одержала ряд серьёзных военных побед, и была готова освободить оставшиеся округа Уйгурии, её судьба была предрешена. Дело в том, что пункт 3 Приложения к договору о дружбе и сотрудничестве, заключённого между Китаем и Советским Союзом в августе 1945 года (подписан В. М. Молотовым и министром иностранных дел Китайской республики Ван Шицзе) касался Уйгурии. В нем говорилось, что «относительно развития Синьцзяна Советское правительство заявляет, что согласно статье V договора о дружбе и сотрудничестве, оно не будет вмешиваться во внутренние дела Китая».
О наличии этого секретного приложения уйгурские лидеры ничего не знали. Вследствие этого они под нажимом СССР вынуждены были сесть за стол переговоров с представителем Гоминьдана. Причём делегацию возглавил один из известных уйгурских деятелей Ахметжан Касими, так как президент республики Алихан Тура был вывезен на территорию Советского Союза.
Одновременно с началом переговоров между Гоминьданом и КПК начались переговоры о прекращении огня в Синьцзяне. Правительство Чан Кайши на них представлял генерал Чжан Чжичжун, ВТР — министр иностранных дел, вице-премьер Ахметжан Касими. Шли они долго и трудно. Летом 1946 года вступило в силу «Соглашение 11 пунктов». Было сформировано коалиционное правительство, во главе которого стал Чжан Чжичжун, а его первым заместителем стал Ахметжан Касими. Не просуществовав и года, оно распалось.
После окончательной победы КПК над Гоминьданом в середине августа 1949 г. во главе делегации ВТР Касими выехал из Кульджи в Пекин через Алма-Ату и Иркутск на заседание Народного политического консультативного Совета Китая. Скорее всего, такой маршрут был продиктован необходимостью встречи с представителями советского руководства, на которой он надеялся убедить Москву сохранить независимость ВТР. Через несколько дней было объявлено о крушении самолёта Ил-12 с правительством ВТР на борту. До сих пор не могут назвать точное место падения самолёта, в одних источниках указано, что катастрофа произошла в окрестностях Иркутска, в других — под Читой. Есть конспирологическая версия о том, что делегация ВТР была арестованы советскими органами госбезопасности и затем все были убиты, а авиакатастрофа была инсценирована посмертно. Останки погибших были выданы представителям ВТР, их похоронили в городском парке Кульджи. Спустя 12 лет тело одного из них — Далелхана Сугурбаева было перезахоронено в Алма-Ате.
Мухаммад Имин Бугра и Иса Юсуф Алптекин эмигрировали в Турцию, Масуд Сабри Байкузи уехал в Иран. В 1949 году Правительство в Урумчи возглавил татарский большевик Бурхан Шахиди, который выказал лояльность новым властям — китайским коммунистам. Политбюро ЦК КПК приняло решение о дислоцировании в Синьцзяне (Уйгурии) частей НОАК численностью в 250 тысяч человек и о начале массового переселения туда ханьского населения. В конце 1955 года было официально объявлено о создании Синьцзян-Уйгурского автономного района.

### СУАР
Как и в остальной части КНР, в Синьцзяне с 1950 года было введено деление на «специальные районы», которые в конце 1960-х были переименованы в «округа». Также в 1970 году в состав СУАР из состава Тибетского автономного района был передан округ Нгари, однако в 1979 году он был возвращён в состав Тибета. Если в других частях КНР в результате урбанизации подавляющее большинство округов было преобразовано в 1990-х годах в «городские округа», то СУАР остаётся (наряду с Тибетом) той частью Китая, в которой всё ещё остались обычные неурбанизированные округа.
Несмотря на декларируемые пекинскими властями меры помощи национальным меньшинствам, отношение неханьского населения к властям КНР оставалось неоднозначным. В годы Большого скачка и Культурной революции антикитайские настроения в СУАР усилились. Например, в 1962 году из СУАР в СССР бежали 60 тыс. жителей пограничья. В 1969 году на территории СУАР, в районе озера Жаланашколь произошел советско-китайский конфликт. Китайские власти тоже не особо доверяли местным жителям. Поэтому Пекином поощрялось переселение уйгуров в другие районы КНР, а ханьцев в СУАР. Особым органом контроля за СУАР стал созданный в 1954 году Синьцзянский производственно-строительный корпус. Эта военизированная организация по состоянию на начало 2010-х годов находится в тройном подчинении: властям СУАР, Министерству обороны КНР и властям КНР. Корпус разделён на 13 сельскохозяйственных дивизий (по районам распашки) общей численностью 2453600 человек (в том числе 933 000 управленцев). Помимо освоения территории СУАР, Корпус используется также для подавления волнений местных жителей. В частности, силы Корпуса подавляли волнения в Баринской волости (1990 год), в Кульдже (1997). В 2000 году был принят закон об участии народных ополченцев Корпуса в охране общественного порядка.

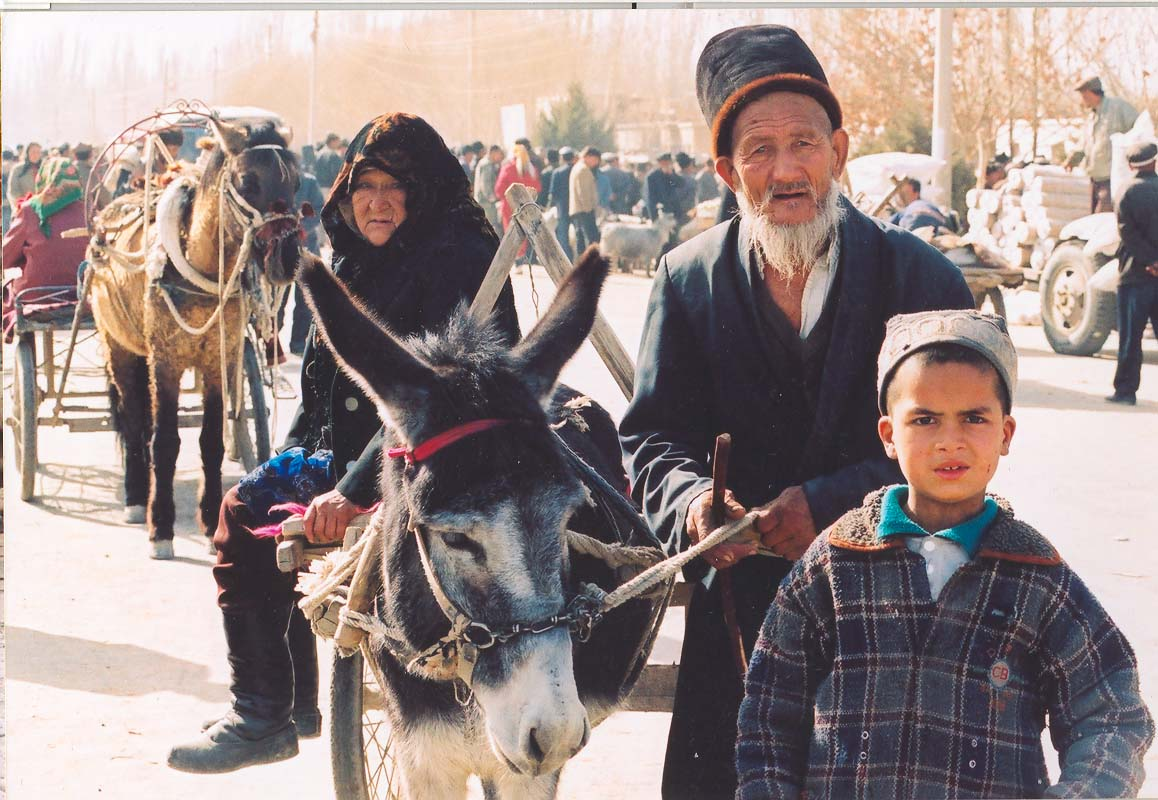
Уйгуры в Кашгаре, 2005 г.

После того как в результате распада СССР в 1991 году состоялось так называемое «освобождение Западного Туркестана» (образование независимых Казахстана, Кыргызстана, Туркмении и Узбекистана), в 1993 году появилось Исламское движение Восточного Туркестана. Оно взяло на себя ответственность более чем за 200 актов терроризма, в результате которых погибли не менее 162 человек и более 440 получили ранения.
5 февраля 1997 года несколько сот молодых уйгуров вышли на митинг в Кульдже, чтобы выразить протест против действий властей. После попыток разгона митингующих ситуация вышла из-под контроля и переросла в массовые беспорядки, повлекшие жертвы.
В 2007 году в уезде Акто состоялось сражение между исламистами и полицией КНР.
5-7 июля 2009 года, в результате подавления полицией массовых выступлений уйгуров, по меньшей мере 129 человек погибло и около 1600 было ранено (согласно официальным заявлениям китайских властей). Местные власти потребовали применения высшей меры наказания по отношению к «зачинщикам беспорядков». По данным уйгурских эмигрантов, число погибших достигло 600.